# Sindicato Labrego Galego
El Sindicato Labrego Galego - Comisións Labregas (SLG - CC.LL.) —en español, "Sindicato Campesino Gallego - Comisiones Campesinas"— es un sindicato español de agricultores y ganaderos. Próximo al nacionalismo gallego, su sede central está en Santiago de Compostela.
Su origen está en los Comités de Axuda á Loita Labrega ("Comités de Apoyo a la Lucha Campesina") creados en 1971 por iniciativa de la Unión do Povo Galego que dieron origen a las Comisións Labregas que a partir de 1973 cobrará protagonismo en la lucha contra los embalses pero que no fue legalizada hasta 1977. 
El Sindicato Labrego Galego–Comisións Labregas se define como un proyecto encaminado hacia una agricultura campesina, sostenible y en un mundo solidario. 
A nivel internacional forma parte de Vía Campesina (movimiento mundial de agricultores) y de la Coordinadora Europea - Vía Campesina (CE-VC). Por otra parte, a nivel estatal el SLG – CC.LL., tras mantener varios años un convenio de colaboración, pasó a ser miembro de pleno derecho de la Coordinadora de Organizaciones de Agricultores y Ganaderos (COAG) tras decidirlo la afiliación del SLG en su VIII Congreso.

## Secretarías generales
Tras ocupar la secretaría general del Sindicato Labrego Galego Bernardo Fernández Requeixo y Emilio López Pérez, serían mujeres las responsables de dirigir esta organización agraria, algo muy poco común en Europa: Lidia Senra Rodríguez (1989-2007), Carme Freire Cruces (2007-2012) e Isabel Vilalba Seivane (desde el 14 de junio de 2012).